# Nong Khai (thị xã)
Nong Khai là thị xã tỉnh lỵ của tỉnh Nong Khai thuộc Đông Bắc Thái Lan (Isan). Đây là cửa ngõ nối Thái Lan với Lào, là địa điểm có cầu Hữu Nghị Lào-Thái nối Nong Khai với Viêng Chăn cách đấy 25 km phía thượng lưu sông Mê Kông.